# Giambattista Basile
Giambattista Basile (Giugliano in Campania, 1585 körül – Giugliano in Campania, 1632. február 23.) olasz költő, író, udvaronc.

## Élete
Jómódú polgárcsaládból származott. Húga, Adriana híres énekesnő. Fiatalkorát Kréta szigetén töltötte mint zsoldos katona, majd Velencébe költözött. 1612-ben Vincenzo Gonzaga mantovai herceg szolgálatába állt, aki palotagrófi és lovagi címet adományozott neki.

## Irodalmi munkássága
1604-ből való első fennmaradt írása – egy előszó jó barátja, Giulio Cesare Cortese Vaiasseide (Cselédeposz) című vígeposzához. 1608-ban adta ki Il Pianto della Vergine (A szűz panasza) című versét.
Legismertebb műve a nápolyi nyelven írt mesegyűjtemény: Lo cunto de li cunti overo lo trattenemiento de peccerille (A mesék meséje, avagy a kicsik mulattatása), mely később Pentameron címen vált híressé. A gyűjtemény nagy hatással volt az európai meseirodalomra (például Wieland, Perrault, Tieck, Gozzi, a Grimm-testvérek műveire).
Magyarul a Pentameronból először az 1950-es években jelent meg pár gyerekmesévé átdolgozott történet. A gyűjtemény első teljes verziója 2014-ben jelent meg Király Kinga Júlia modern fordításában.

## Magyarul megjelent művei
- A fonott kalács; átdolg. Csatlós János (Mesemondó kiskönyvtár) Ifjúsági, Budapest, 1956
- Pentameron. A mesék meséje avagy a kicsik mulattatása; szerk. Michele Rak, ford., előszó, jegyz. Király Kinga Júlia; Kalligram, Pozsony, 2014